# Jim Jeffcoat
James Wilson Jeffcoat Jr., detto Jim (Long Branch, 1º aprile 1961), è un ex giocatore di football americano statunitense che ha militato nel ruolo di defensive end nella National Football League (NFL). Al college giocò a football all'Università statale dell'Arizona.

## Carriera
Jeffcoat fu scelto dai Dallas Cowboys nel corso del primo giro (23º assoluto) del Draft NFL 1983. Con essi giocò fino al 1994, vincendo due Super Bowl consecutivi nel 1992 e 1993. La sua miglior partita fu contro i Washington Redskins il 10 novembre 1985 quando fece registrare 11 tackle e mise a segno 5 sack su Joe Theismann, pareggiando il record di franchigia di Bob Lilly vecchio di 19 anni. Divenuto free agent, nel 1995 passò ai Buffalo Bills, con cui rimase fino al termine della carriera nel 1997.

## Palmarès

### Franchigia
- Super Bowl : 2

Dallas Cowboys: XXVII, XXVIII
- National Football Conference Championship: 2

Dallas Cowboys: 1992, 1993

### Individuale
- Leader della NFL in fumble forzati: 1

1988
- Club dei 100 sack

## Famiglia
Il figlio, Jackson Jeffcoat, ha giocato anch'egli nella NFL e dal 2017 milita nei Winnipeg Blue Bombers della Canadian Football League.